# Leucania infumata
Leucania infumata är en fjärilsart som beskrevs av Alphéraky 1889. Leucania infumata ingår i släktet Leucania och familjen nattflyn. Inga underarter finns listade i Catalogue of Life.